# SeaHorses Mikawa
Il SeaHorses Mikawa (シーホース三河) è una società cestistica avente sede a Kariya, in Giappone. Fondata nel 1947, giocano in B.League.

## Storia

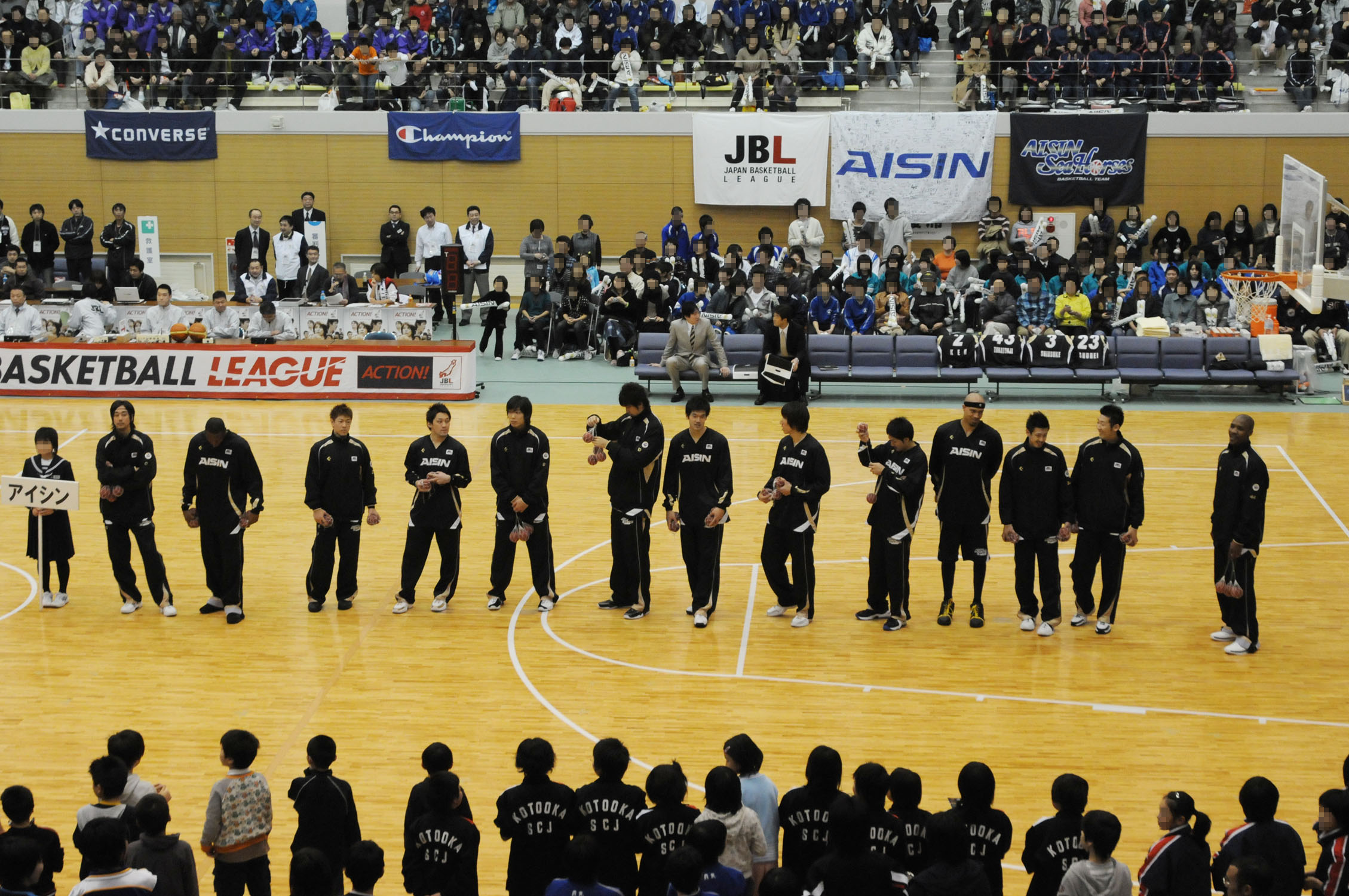
La squadra nella stagione 2008-2009.

I SeaHorses Mikawa sono uno dei club più titolati e longevi della pallacanestro giapponese. Fondati nel 1947 come squadra aziendale della Aisin Seiki, azienda del gruppo Toyota, hanno iniziato la loro attività nei tornei amatoriali aziendali prima di affermarsi come una delle realtà più solide del basket nipponico.
Negli anni ’90, con la crescente professionalizzazione del movimento cestistico giapponese, la squadra ha fatto il suo ingresso nelle competizioni ufficiali della Japan Basketball League (JBL), diventando una delle protagoniste del campionato nazionale. La squadra ha quindi attraversato un lungo periodo di successi che l’ha resa una vera istituzione sportiva nel Paese.

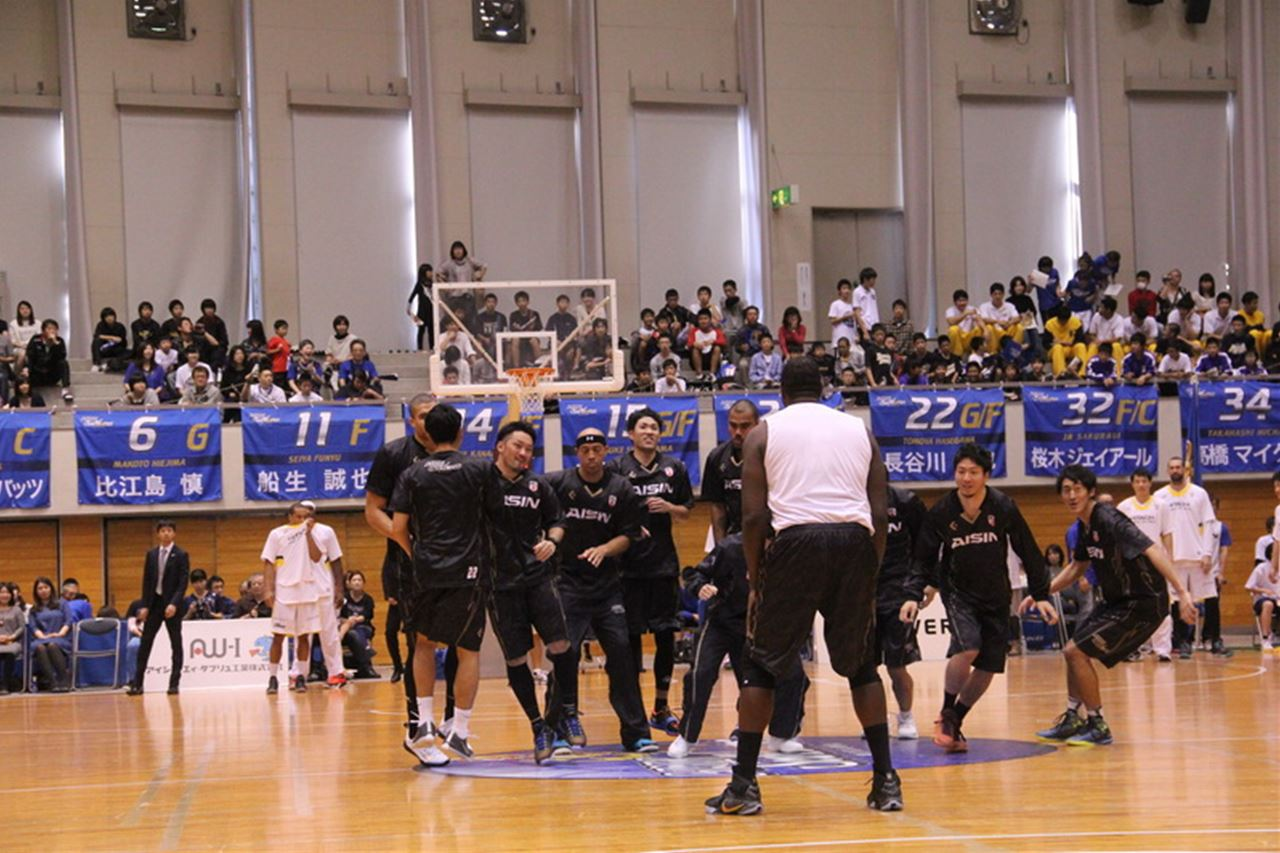
Gli Aisin seahorses, durante un pre-partita nel 2015

A partire dai primi anni 2000, sotto la guida dell’allenatore Kimikazu Suzuki, allenatore della squadra dal 1995 al 2023, i SeaHorses hanno costruito un ciclo vincente, affermandosi a livello nazionale grazie. Durante questa fase, sono arrivate le prime affermazioni nella JBL Super League, dove il club ha conquistato due titoli consecutivi nelle stagioni 2002-03 e 2003-04. A questi si sono aggiunti tre campionati vinti della Japan Basketball League nelle stagioni 2007-08, 2008-09 e 2012-13, e un titolo della National Basketball League nel 2014-15, a suggellare il dominio della squadra nel periodo precedente alla nascita della B.League.
Ma il palmarès dei SeaHorses Mikawa brilla anche grazie agli straordinari risultati nella Coppa dell’Imperatore, uno dei tornei più prestigiosi del basket giapponese. Il club si è aggiudicato nove edizioni del trofeo (1996, 1999, 2000, 2001, 2002, 2003, 2009, 2013, 2015), diventando una delle squadre più vincenti nella storia di questa competizione.
Nel 2016, con la riforma del basket giapponese e la nascita della B.League, i SeaHorses sono stati inseriti nella B.League 1, il massimo livello del nuovo campionato professionistico, assumendo il nome ufficiale di SeaHorses Mikawa e stabilendo la propria sede nella città di Kariya, nella prefettura di Aichi.
Nella stagione inaugurale della B.League (2016-2017), i SeaHorses hanno dimostrato sin da subito la loro competitività, vincendo la Central Division e raggiungendo le semifinali playoff. Anche negli anni successivi, pur non ripetendo sempre i risultati degli anni d’oro, la squadra ha mantenuto un alto livello, continuando a coltivare giovani talenti e a rappresentare un modello organizzativo stabile e solido.
Nel corso dei decenni, la squadra ha annoverato tra le sue fila giocatori di altissimo livello, tra cui il leggendario centro Kosuke Takeuchi, la stella naturalizzata giapponese J.R. Sakuragi, e molti altri atleti che hanno fatto parte della nazionale giapponese.

## Arena

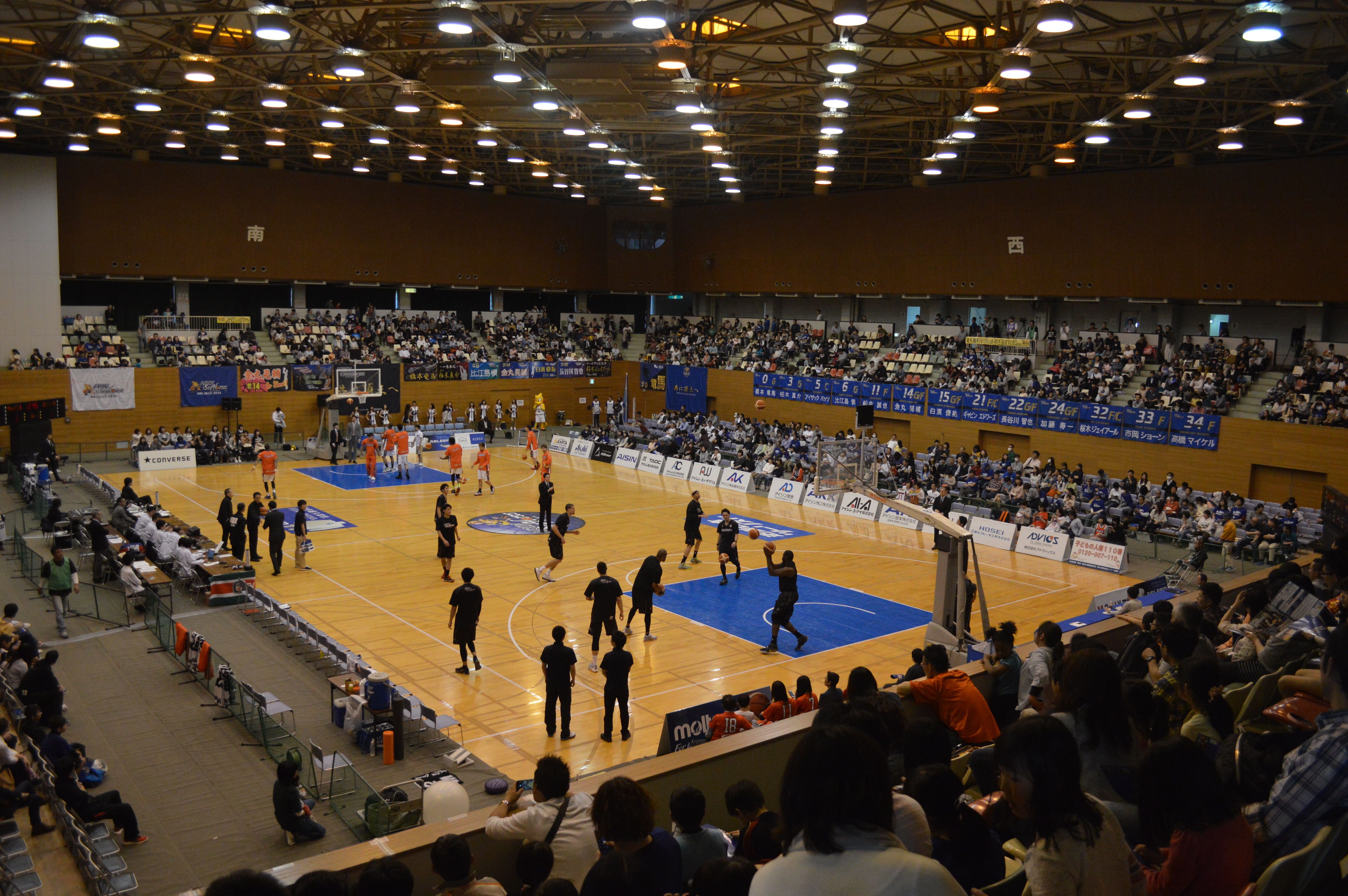
La Wing Arena Kariya durante una partita della stagione 16-17

La Wing Arena Kariya è il palazzetto dello sport che ospita le partite casalinghe dei SeaHorses Mikawa. Situata nella città di Kariya, nella Prefettura di Aichi, l'arena è parte integrante del complejo sportivo Kariya City General Athletic Park.
Inaugurata nel 2008, la struttura è moderna e funzionale, con una capienza di circa 2.376 posti a sedere. L’arena è utilizzata non solo per eventi cestistici, ma anche per altre discipline sportive indoor e manifestazioni culturali, essendo dotata di spazi polivalenti e infrastrutture all'avanguardia. Dotata di un parquet regolamentare, ampi spazi per il pubblico, tribune accessibili e servizi per atleti e staff tecnico, la Wing Arena Kariya è considerata uno degli impianti più accoglienti e ben attrezzati del panorama cestistico giapponese. La vicinanza tra spalti e campo da gioco contribuisce a creare un'atmosfera coinvolgente durante le partite, rendendo l'arena una vera e propria “casa” per i tifosi dei SeaHorses.

## Palmarès
- National Basketball League: 1

2014-15
- Japan Basketball League: 3

2007-08, 2008-09, 2012-13
- JBL Super League: 2

2002-03, 2003-04
- Coppa dell'Imperatore: 9

2002, 2003, 2004, 2005, 2008, 2009, 2010, 2011, 2016

## Organico attuale
Organico per la stagione sportiva 2024-2025
| Roster SeaHorses Mikawa 2024-2025. | Roster SeaHorses Mikawa 2024-2025. |
| Giocatori                          | Staff tecnico                      |
| ---------------------------------- | ---------------------------------- |

| N. | Naz.                                         | Ruolo | Nome               | Anno | Alt.   | Peso   |  |
| -- | -------------------------------------------- | ----- | ------------------ | ---- | ------ | ------ |  |
| 0  | Grecia (bandiera) · Stati Uniti (bandiera)   | C     | Zach Auguste       | 1993 | 208 cm | 104 kg |  |
| 1  | Giappone (bandiera)                          | G     | Taichi Nakamura    | 1997 | 190 cm | 84 kg  |  |
| 3  | Giappone (bandiera)                          | PG    | Shinsuke Kashiwagi | 1981 | 183 cm | 83 kg  |  |
| 5  | Giappone (bandiera)                          | AP    | Masayoshi Nimmo    | 2005 | 198 cm | 93 kg  |  |
| 7  | Giappone (bandiera)                          | PG    | Satoshi Nagano     | 1995 | 175 cm | 73 kg  |  |
| 10 | Stati Uniti (bandiera)                       | AG    | Jake Layman        | 1994 | 206 cm | 100 kg |  |
| 11 | Giappone (bandiera)                          | PG    | Yoshiaki Kubota    | 1997 | 175 cm | 77 kg  |  |
| 18 | Giappone (bandiera)                          | AP    | Ryogo Sumino       | 1996 | 194 cm | 90 kg  |  |
| 19 | Giappone (bandiera)                          | G     | Yudai Nishida      | 1999 | 188 cm | 80 kg  |  |
| 21 | Giappone (bandiera)                          | AG    | Kosuke Hashimoto   | 1993 | 202 cm | 95 kg  |  |
| 24 | Giappone (bandiera)                          | AG    | Kenshin Urabe      | 1995 | 206 cm | 93 kg  |  |
| 27 | Giappone (bandiera)                          | AP    | Kosuke Ishii       | 1987 | 198 cm | 96 kg  |  |
| 32 | Giappone (bandiera) · Stati Uniti (bandiera) | C     | Avi Schafer        | 1998 | 206 cm | 98 kg  |  |
| 54 | Stati Uniti (bandiera)                       | AG    | Davante Gardner    | 1991 | 203 cm | 120 kg |  |

| Allenatore |
| - Ryan Richman |
| Assistente/i |
| - Dan Tacheny - Aiki Okubo - Kota Mizuno (Interprete) - Nazuna Matsuura (Coordinatore video) - Takakazu Nishiwaki (Preparatore Atletico) - Manabu Nakano (Preparatore Atletico) Legenda - (C) Capitano - Infortunato Roster |

## Cestisti

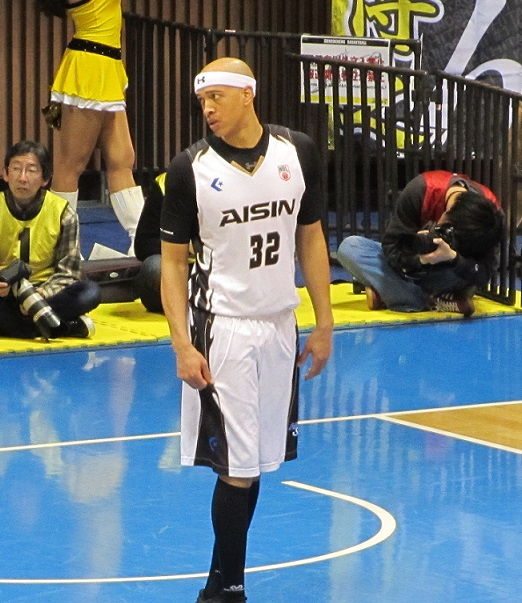
J.R. Sakuragi, giocatore simbolo della squadra dal 2001 al 2020.

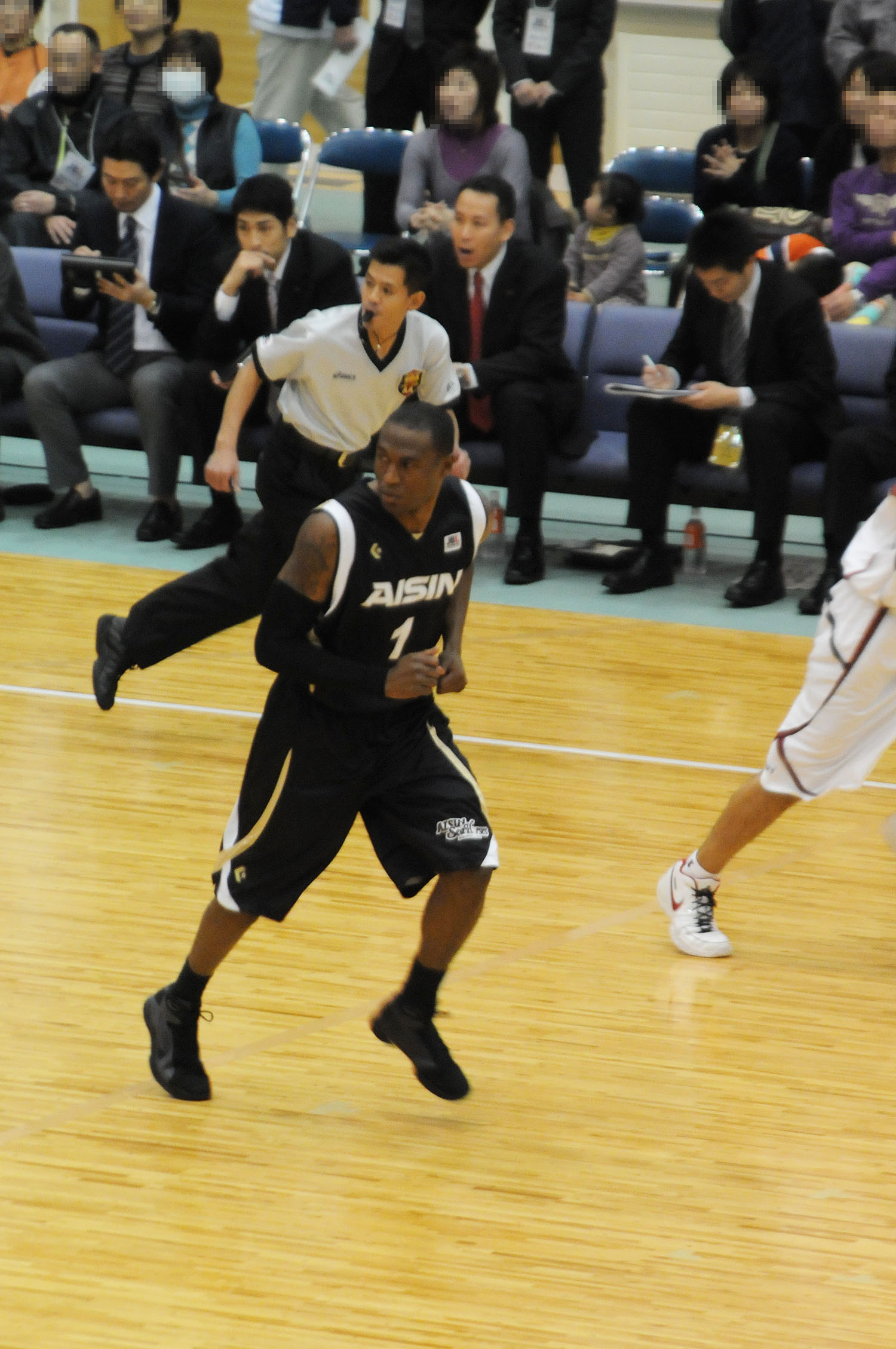
David Young, in azione con i SeaHorses nel 2008.

Giocatori locali
- Tomoo Amino
- Shinsuke Kashiwagi
- Ryōma Hashimoto
- Makoto Hiejima
- Kōsuke Kanamaru
- Yudai Nishida
- Takuya Kawamura
- Keijūrō Matsui
- Michael Takahashi
- Avi Schafer
- J.R. Sakuragi
- Gavin Edwards
- Eric McArthur

Giocatori stranieri
- Alpha Bangura
- Junior Burrough
- Isaac Butts
- Jason Capel
- Robert Churchwell
- Ryvon Covile
- Marty Embry
- Ryan Forehan-Kelly
- Richie Frahm
- Josh Gross
- Michael McDonald
- Scott Morrison
- Daniel Orton
- Anthony Richardson
- Donzel Rush
- Trevor Wilson
- David Young
- Kyle Collinsworth

- Davante Gardner
- Mickell Gladness
- Grant Jerrett
- Chris Johnson
- Daniel Johnson
- Anthony Lawrence
- Jake Layman
- Lee Dae-seong
- Kennedy Meeks
- Cedric Simmons
- Quincy Miller
- Jon Octeus
- Kyle O'Quinn
- Chris Otule
- Courtney Sims
- Zach Auguste
- Shayne Whittington